# Studentermenighed
I en lang række af byer landet over, er der studentermenigheder som arrangerer foredrag, gudstjenester og tilbyder sjælesorg og socialt samvær. Menighederne er normalt tilknyttet en uddannelsesinstitution f.eks. et universitet og har en række faste ansatte bestående af præster, informationsmedarbejder + et menighedsråd og en række frivillige.